# Scamp (U-Boot, 1961)

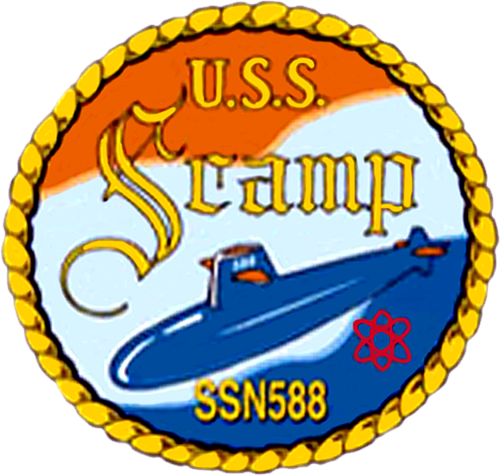
Wappen der USS Scamp

Die USS Scamp (SSN-588)  war ein Atom-U-Boot der Skipjack-Klasse, und das zweite Schiff der United States Navy, das Scamp getauft wurde.
Am 23. Januar 1959 wurde sie auf der Mare Island Naval Shipyard in Vallejo auf Kiel gelegt.
Sie lief am 8. Oktober 1960 vom Stapel und wurde von der Witwe des U-Boot-Kommandanten John C. Hollingsworth, der im Zweiten Weltkrieg die erste USS Scamp befehligt hatte, getauft.
Das Boot wurde am 5. Juni auf Mare Island unter dem Kommando von Commander W. N. Dietzen in Dienst gestellt.

## Technik

### Rumpf und Antrieb
Der Rumpf der Scamp war 76,8 m lang und 9,4 m breit. Der Tiefgang betrug 8,5 m. Der Antrieb des Schiffs erfolgte durch zwei Dampfturbinen von Westinghouse die auf eine Welle wirkten. Der Dampf wurde durch einen Westinghouse S5W-Druckwasserreaktor erzeugt. Die Leistung betrug 15.000 Wellen-PS, die Höchstgeschwindigkeit lag bei 33 Knoten getaucht und 15 Knoten während der Überwasserfahrt.

### Bewaffnung
Die Scamp war mit sechs Torpedorohren mit 53,3 cm Durchmesser im Bug bewaffnet. Es konnten 24 Torpedos vom Typ Mk 37, Mk 14, Mk 16, Mk 27 oder Mk 45 ASTOR mitgeführt werden.

## Einsatzgeschichte

### 1960er Jahre
Die ersten Monate im Dienst der Flotte verbrachte die Scamp mit der Ausbildung der Besatzung und den Seetests in Bremerton, San Diego und Pearl Harbor.
Nach diesen Operationen kehrte die Scamp wieder zur Grundinstandsetzung möglicher Schäden und zur Inspektion zur Mare Island Naval Shipyard zurück.
Danach beendete sie die letzten Tests und operierte in den Gewässern rund um San Diego. Im April 1962 war die Scamp im Westpazifik stationiert und kehrte gegen Juli nach San Diego zurück. Im Anschluss operierte das Boot in lokalen Gewässern bis zum September, als sie erneut auf Trainingsfahrt ging.
Die Scamp kehrte nach San Diego zurück und wurde in küstennahen Gewässern eingesetzt, bis sie im Februar 1963 wieder die Werft anlief, um eingedockt zu werden. Im März wieder zu Wasser gelassen, folgte im April wieder die Stationierung im Westpazifik mit einer langen Trainingsfahrt in der Bucht von Okinawa und der Rückkehr im Oktober 1963. Sie setzte ihre Patrouillen an der Westküste bis zum Juni 1964 fort, als sie wieder nach Westen auslief, um das Bereitschaftstraining zu absolvieren. Im September 1964 kehrte das Boot nach San Diego zurück. Die Scamp lief 1965 erneut die Mare Island Naval Shipyard für intensive Modernisierungen an. Im Juni 1966, nach der Installation von SUBSAFE und einigen Überholungen, verließ sie die Werft und ging wieder auf Trainingsfahrten vor der Küste von San Diego. Im November 1966 operierte das Boot etwa einen Monat im Puget Sound und die ersten sechs Monate des Jahres 1967 außerhalb von San Diego. Am 28. Juli lief das Boot aus San Diego aus, um sich der 7. US-Flotte im Pazifik anzuschließen. Das Boot blieb im fernen Osten und operierte mit der Flotte auch vor der Küste von Vietnam, bevor sie am 28. Dezember wieder in San Diego einlief. Im folgenden Zeitraum von Januar bis Mai 1968 wurde die Scamp von San Diego ausgehend zum Küstenschutz eingesetzt. Am 11. Mai 1968 traf das Boot in Pearl Harbor ein, um von hier aus ein Trainingsprogramm zu absolvieren. Die Rückkehr nach  San Diego erfolgte am 19. Mai, wo die Scamp bis zum 15. Juni verblieb, um danach nach San Francisco in die Mare Island Shipyard zu verlegen. Nach einer dreiwöchigen Werftliegezeit kehrte die Scamp am 16. Juli nach San Diego zurück und verbrachte den Rest des Jahres mit Ausbildungsfahrten. Das Jahr 1969 begann mit abwechselnden Hafenliegezeiten und Ausbildungsfahrten bis im März die Vorbereitungen für eine anstehende Überholung begannen. Gleichzeitig wurde jedoch noch bis Dezember die Ausbildung fortgesetzt, um dann am 1. November 1969 die Puget Sound Naval Shipyard zur Überholung anzulaufen. Diese dauerte bis zum Januar 1971. Während der Werftliegezeit wurde der Scamp Bremerton als neuer Heimathafen zugewiesen.

### 1970er Jahre
Nach der Überholung folgten Testfahrten im Puget Sound und am 12. Februar 1971 wurde San Diego erneut ihr Heimatstützpunkt. Hier lief sie jedoch erst nach einer Fahrt nach Pearl Harbor am 26. April 1971 wieder ein. Am 27. Juli lief das Boot in den Westpazifik aus und kam nach einem Zwischenstopp in Pearl Harbor vom 2. bis zum 13. August am 30. August in der Subic-Bucht an. Für den Rest des Jahres operierte die Scamp im Verband der 7. Flotte. Am 2. Februar 1972 lief sie wieder in San Diego ein, kehrte jedoch bereits im Mai wieder zur 7. Flotte in Südostasien zurück. Es folgten Operationen im Südchinesischen Meer, bis sie am 1. August wieder in ihrem Heimathafen einlief. Es folgte eine zweimonatige Bereitschaftsphase mit einer mehr als einmonatigen beschränkten Einsatzbereitschaft in der Puget Sound Naval Shipyard. Am 28. November 1972 lief die Scamp von Puget Sound aus, absolvierte Waffentest auf der Fahrt und lief am 11. Dezember 1972 in San Diego ein. Dort verblieb sie dann und führte bis zum 29. März 1973 Operationen in den Gewässern vor San Diego durch. Danach verließ sie die Westküste um in den Fernen Osten auszulaufen. Nach einem kurzen Aufenthalt in Pearl Harbor vom 5. bis 10. April, erreichte das Boot am 23. April 1973 Yokosuka. Dort wurde sie erneut der 7. Flotte unterstellt. Am 1. September verließ die Scamp Guam und traf am 10. September in Pearl Harbor ein. Am 15. September verließ sie Hawaii wieder und erreichte San Diego am 21. September 1973. Nach einer Bereitschaftsliegezeit bis zum 1. November folgten bis zum Juni 1974 Fahrten in den Küstenbereichen vor San Diego.

### 1980er Jahre

Battle „E“

Die Scamp verlegte an die Ostküste und ging 1980–1981 bei der Norfolk Naval Shipyard, Portsmouth, Virginia in die Werft. Es folgten Einsätze im Mittelmeer während der Libanon-Krise und bei zwei UNITAS Manövern, bei denen das Boot 1982 seine letzte Auszeichnung Battle „E“ erhielt. Danach führte das Boot Ausbildungsfahrten an der Ostküste der USA durch. Während eines Rettungsmanövers im Atlantik konnte von einem in Seenot geratenen panamaischen Frachter ein Seemann gerettet werden. Dabei wurde der Turm der Scamp jedoch so schwer beschädigt, dass man das Schiff aus dem aktiven Dienst nahm.
Am 28. April 1988 wurde sie aus der Schiffliste gestrichen und im Rahmen des Ship-Submarine Recycling Program (SRP) auf der Puget Sound Naval Shipyard and Intermediate Maintenance Facility (PSNS & IMF) bis zum 9. September 1994 abgebrochen.

### Auszeichnungen
Für den Einsatz im Vietnamkrieg wurden der Scamp drei Battle Stars verliehen.